# Charles Williams (caricaturiste)
Pour les articles homonymes, voir Charles Williams.
Charles Williams, actif de 1796 à sa mort en 1830, est un caricaturiste, graveur et illustrateur britannique. 

## Biographie
Charles Williams est caricaturiste en chef entre 1799 et 1815 pour le principal éditeur britannique SW Fores. Il a travaillé dans un style similaire à James Gillray. Dans ses œuvres antérieures, Williams utilisait les pseudonymes Ansell ou Argus. Avec George Cruikshank et d'autres, il a illustré The Every-Day Book de William Hone, édité de 1825 à 1826.

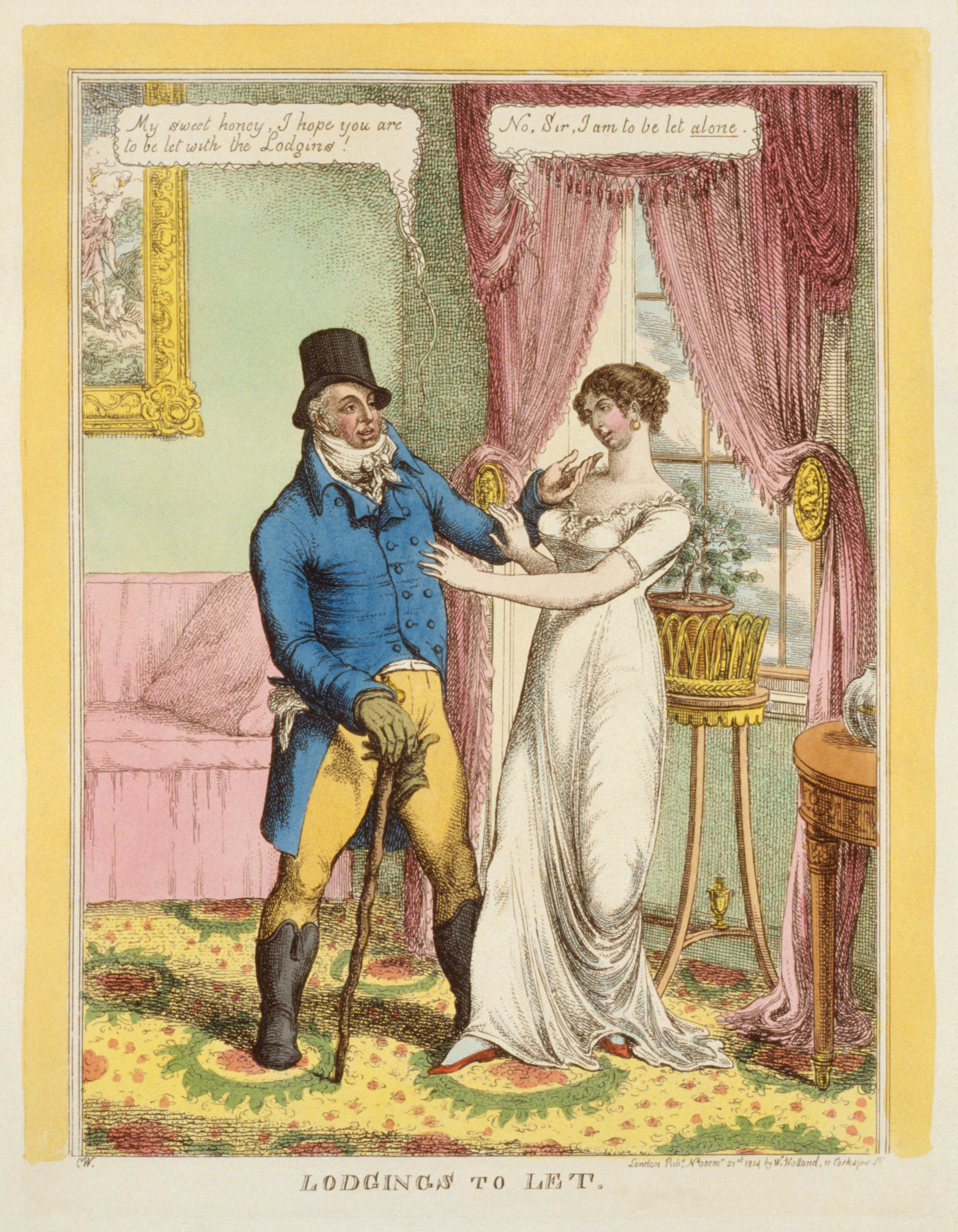
Lodgings to let, caricature gravée en couleur en 1814.

Il est le premier à caricaturer le 1er duc de Wellington ; il publie un dessin de lui en septembre 1808, pendant la guerre de la Péninsule, dans lequel le duc coupe la natte du général français Jean-Andoche Junot, vaincu à la bataille de Vimeiro,.

## Œuvres
- J. Mitford The Adventures of Johnny Newcome in the Navy (1819)
- W. Combe Doctor Syntax in Paris, or, a Tour in Search of the Grotesque (1820)
- The Tour of Doctor Prosody: in Search of the Antique and Picturesque (1821)
- My Cousin in the Army, or, Johnny Newcome on the Peace Establishment (1822)